# Suore del Sacro Cuore di Gesù (Messico)
Le Suore del Sacro Cuore di Gesù (in spagnolo Hermanas del Sagrado Corazón de Jesús; sigla H.S.C.J.) sono un istituto religioso femminile di diritto pontificio.

## Storia
La congregazione fu fondata da Elisa Berruecos y Juvera con l'aiuto del sacerdote José Troncoso y Herrera, dei missionari di San Giuseppe del Messico.
Nel 1907, con l'approvazione dell'arcivescovo Alarcón y Sánchez de la Barquera, Elisa Berruecos y Juvera aprì a Città del Messico la prima Casa de Cuna Católica dando inizio a un'opera per l'assistenza ai neonati orfani e abbandonati: la fondatrice e le sue collaboratrici decisero di costituirsi in congregazione religiosa e il 22 settembre 1912 emisero privatamente i voti.
L'istituto fu canonicamente eretto in congregazione religiosa di diritto diocesano dall'arcivescovo di Città del Messico il 12 ottobre 1947; l'approvazione pontificia giunse il 10 giugno 1979.

## Attività e diffusione
Le suore si dedicano all'assistenza alle gestanti e alle madri bisognose e alla cura e all'educazione degli infanti.
Oltre che in Messico, sono presenti in Perù; la sede generalizia è a Città del Messico.
Alla fine del 2015 l'istituto contava 96 religiose in 20 case.